# Logone Oriental
Logone Oriental is een van de 18 regio’s van Tsjaad. De hoofdstad is Doba.

## Geografie
Logone Oriental ligt in het zuiden van het land en heeft een oppervlakte van 28.035 km². De regio grenst aan Kameroen en de Centraal-Afrikaanse Republiek. De Logone is de belangrijkste rivier in de regio.
De regio is onderverdeeld in vier departementen: Lanya, La Nya Pendé, La Pendé en Monts de Lam. 

## Bevolking
Er leven ruim 440.300 mensen (in 1993) in de regio.
De voornaamste etnische volkeren zijn de Ngambay (50%), de Gor, de Mboum en de Goulay.
Regio's: Batha · Borkou-Ennedi-Tibesti · Chari-Baguirmi · Guéra · Hadjer-Lamis · Kanem · Lac · Logone Occidental · Logone Oriental · Mandoul · Mayo-Kebbi Est · Mayo-Kebbi Ouest · Moyen-Chari · Ouaddaï · Salamat · Tandjilé · Wadi Fira

Stad: Ndjamena